# Castillo de Culzean

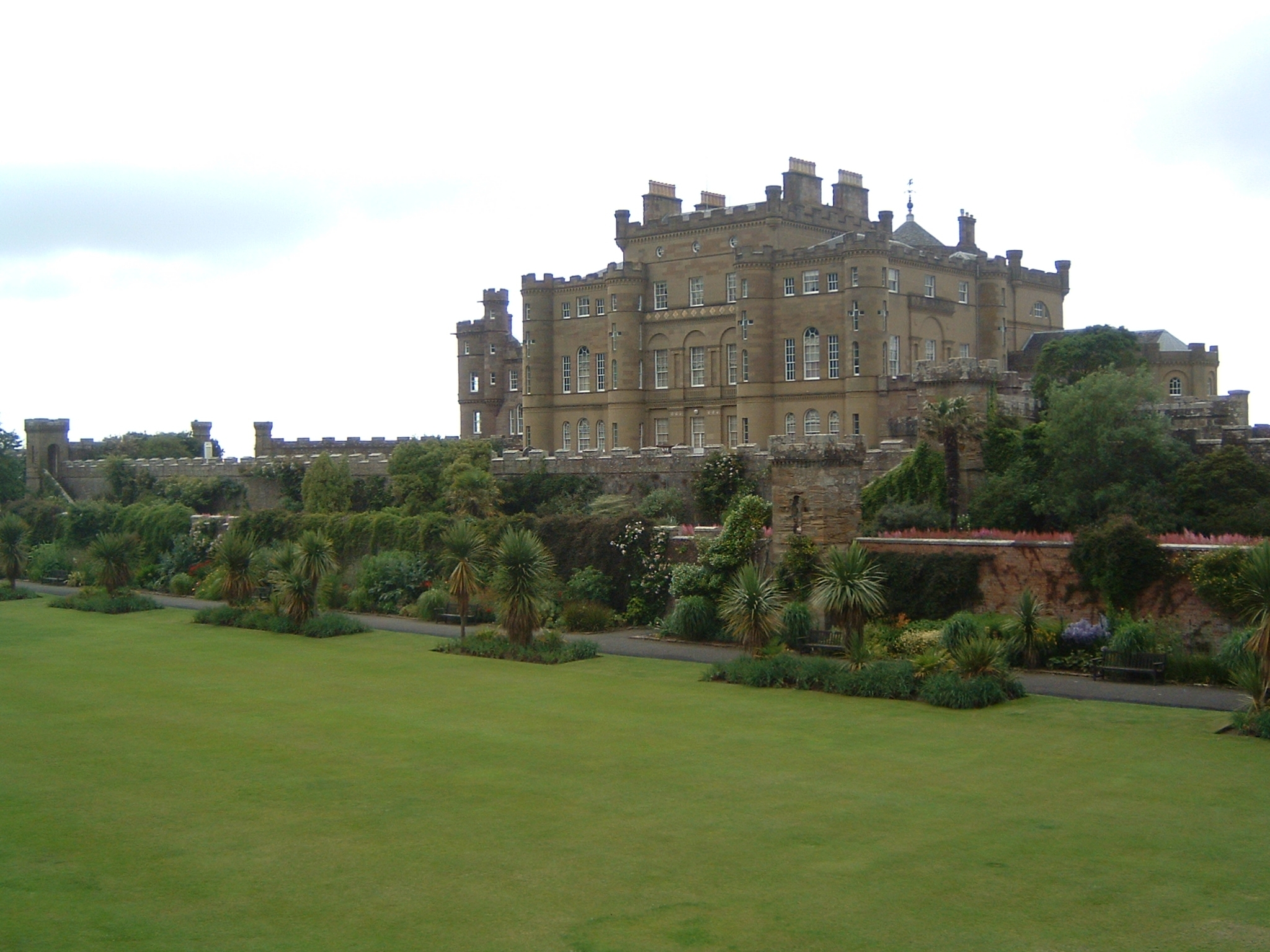
Vista del castillo

El castillo de Culzean (kəˈleɪn; en inglés: Culzean Castle) es un castillo cerca de Maybole, Carrick en la costa de Ayrshire (Escocia, Reino Unido). Era la casa del marqués de Ailsa pero actualmente es propiedad del National Trust for Scotland. El castillo en lo alto de un acantilado queda dentro del Culzean Castle Country Park y está abierto al público. Desde 1987 una ilustración del castillo ha aparecido en el reverso de los billetes de cinco libras emitidos por el Royal Bank of Scotland.

## Historia
El castillo de Culzean fue construido como una torre de planta en L por orden de David Kennedy, 10.º conde de Cassilis. Encargó al arquitecto Robert Adam que reconstruyera la casa solariega previa, más básica, y que la convirtiera en un elegante castillo como sede de su condado. El castillo se construyó por etapas entre 1777 y 1792. Incorpora una gran torre con un salón circular dentro que mira hacia el mar, una gran escalinata oval y un conjunto de apartamentos bien amueblados.
En 1945, la familia Kennedy donó el castillo y los terrenos que lo rodeaban al National Trust for Scotland (evitando así el impuesto sobre la herencia). Al hacer esto, estipularon que el apartamento en lo alto del castillo le fuera entregado al general Dwight Eisenhower en reconocimiento de su papel como comandante supremo de las fuerzas aliadas en Europa durante la Segunda Guerra Mundial. El general visitó por vez primera el castillo de Culzean en 1946 y permaneció allí cuatro veces, incluyendo una mientras era presidente de los Estados Unidos. Una exposición sobre Eisenhower ocupa una de las habitaciones, con recuerdos de su vida.
Un regimiento de caballería británico de voluntarios, el Ayrshire Yeomanry, fue formado por el conde de Cassillis en el castillo de Culzean alrededor del año 1794. El 24 de junio de 1961 el regimiento regresó al castillo para ser presentado con su primer guion por el general Horatius Murray.

## Características
Al norte del castillo hay una bahía que contiene la Gas House, que proporcionó gas ciudad al castillo hasta 1940. Este grupo de edificios consiste en Gas Manager's house (hoy tiene una exposición sobre William Murdoch), la Retort House y los restos del gasómetro.
Hay cuevas marinas por debajo del castillo que actualmente quedan fuera del alcance de los visitantes. Aunque hay plan de convertirlas en un museo.

## Usos
El castillo está disponible como alojamiento y para ceremonias de boda. Fue usado como el hogar ancestral de Lord Summerisle (interpretado por Christopher Lee) en la película de 1973 The Wicker Man.
El equipo de Most Haunted guiado por Yvette Fielding, Karl Beattie y el medium Derek Acorah exploraron las historias paranormales del castillo de Culzean y hablaron de que habían visto fantasmas en uno de los episodios de su primera serie, que se emitió en Living TV en 2002.